# War on Drugs

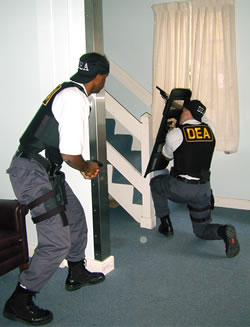
DEA-Agenten bei einer Übung

„War on Drugs“ („Krieg gegen Drogen“) bezeichnet eine Reihe von Maßnahmen im Rahmen der US-Drogenpolitik, die vor allem gegen Herstellung, Handel und Konsum illegaler Drogen gerichtet sind. Der Begriff wurde 1972 von Präsident Richard Nixon geprägt, wahrscheinlich in rhetorischer Anlehnung an die 1964 von seinem Vorgänger Lyndon B. Johnson eingeführte Politik des „War on Poverty“ („Krieg gegen Armut“). Gleichbedeutende Begriffe werden heutzutage in vielen Ländern der Drogen-Prohibition verwendet. Die Wirkung solcher Maßnahmen ist umstritten, weil die Zieldefinition unklar ist und Erfolge nur schwer nachweisbar sind. Kritiker bemängeln, dass die Verwendung des Begriffs zahlreiche Maßnahmen in diesem Zusammenhang als kriegerische Handlungen rechtfertigt.

## Ansätze

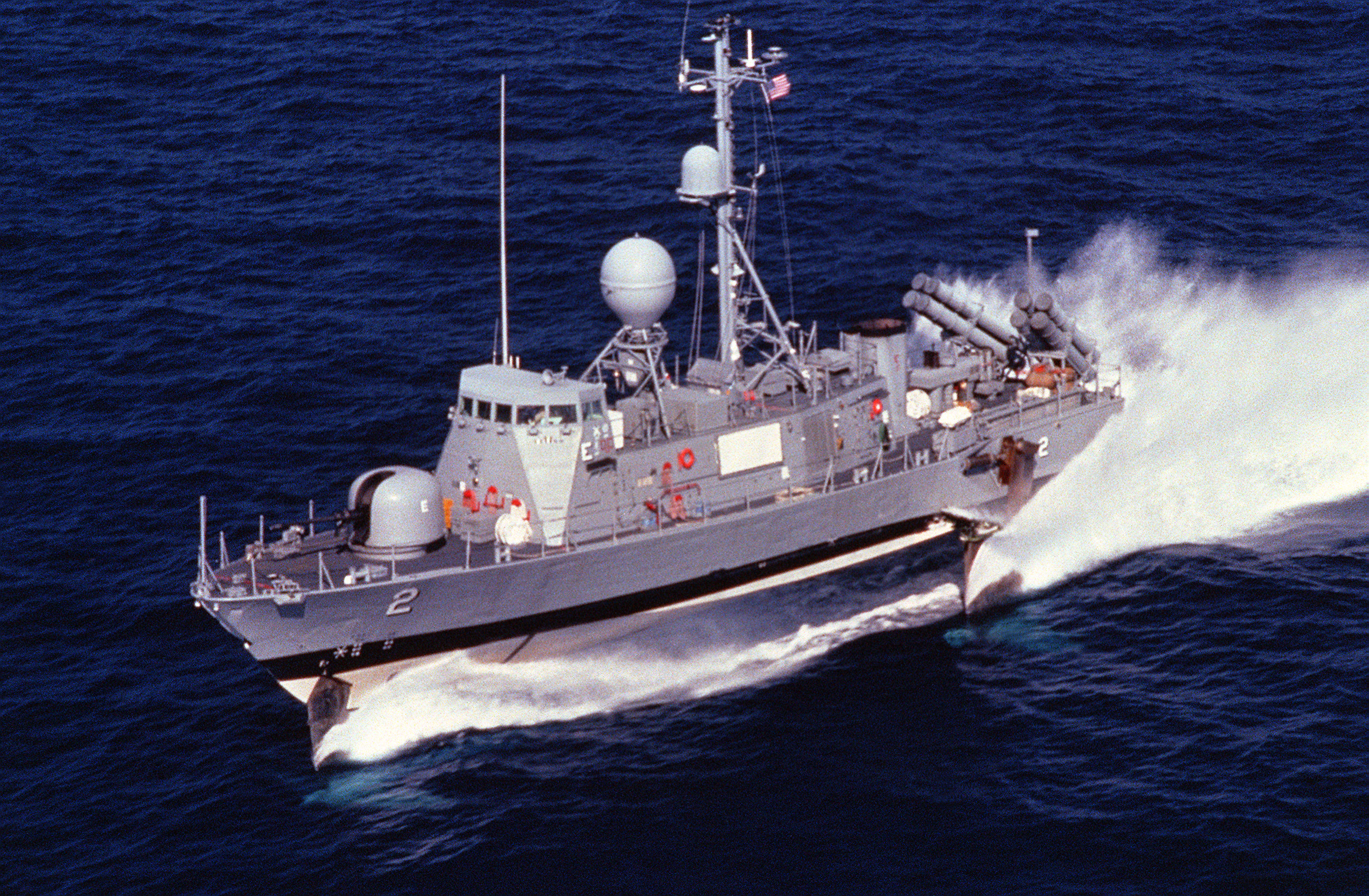
Beim Versuch der Unterbindung des illegalen Drogenhandels wurden von der US-Marine Tragflügelboote eingesetzt.

Der „War on Drugs“ umfasst unterschiedliche Methoden, welche die Nutzung von illegalen Drogen eindämmen sollen:
- Aufstellen und Einsatz spezialisierter Teile der Polizei
- Informationskampagnen, um die Öffentlichkeit über die angenommenen oder realen Gefahren des Konsums illegaler Drogen in Kenntnis zu setzen
- wirtschaftlicher Druck auf Regierungen der Länder, in denen illegale Drogen produziert werden, mit Hinwirken auf Bekämpfung des Anbaus oder der Verarbeitung
- Bekämpfung der Geldwäsche

In den USA ist vor allem die 1973 gegründete Drogenbekämpfungsbehörde DEA für die Bekämpfung illegaler Drogen zuständig. Seit 1988 werden die Aktionen der verschiedenen beteiligten Organisationen, Ministerien und Behörden durch das neu gegründete „Office of National Drug Control Policy“ koordiniert und überwacht.
Die USA beteiligten sich auch an multinationalen Operationen gegen den illegalen Drogenhandel wie z. B. an der Operation Solare 2007/2008.
Inwiefern Aufklärungskampagnen und Gesundheitsprogramme unter ein so martialisches politisches Schlagwort wie dem „Krieg gegen Drogen“ fallen können, ist umstritten, da unter diesem Namen wie geschildert meist repressive Maßnahmen ausgeweitet und sanfte Methoden wie Aufklärung, Prävention und Aussteigerprogramme zum Beispiel mit einer Substitutionstherapie Opioidabhängiger sogar eingeschränkt werden.

## Innenpolitik
Die Maßnahmen gegen Drogenkonsumenten und Drogendealer gelten als ein wesentlicher Grund dafür, dass die USA die mit Abstand weltweit höchste Rate an Inhaftierten im Verhältnis zur Gesamtbevölkerung haben (siehe dazu: Gefängnissystem der Vereinigten Staaten). Da inzwischen ganze Ortschaften und Wirtschaftszweige davon profitieren, besteht auch kein besonderes Interesse daran, diese Rate zu senken. Das Vertrauen der Bürger in die Polizei wird nachhaltig erschüttert, da der Erfolg der Polizisten stark an der Anzahl der Verhaftungen gemessen wird und so beispielsweise die Aufklärung eines Mordes weit weniger attraktiv ist als die Inhaftierung Dutzender Kleindealer. Die Aufklärungsrate von Kapitalverbrechen ist daher besonders in Gegenden mit vielen Drogenrazzien rückläufig. Häufig geraten Unschuldige in Fahndungsmaßnahmen hinein und erleiden Nachteile, für die sie aufgrund der rigiden Gesetze nicht entschädigt werden. Auffällig ist, dass bestimmte ethnische Gruppen unter den Inhaftierten stark überrepräsentiert sind. Obwohl der Konsum sich innerhalb gleicher sozialer Schichten bei Gruppen unterschiedlicher Hautfarbe kaum unterscheidet, sind die weitaus meisten Inhaftierten Afroamerikaner, gefolgt von Latinos.
In mehreren Großstädten überlegen die politisch Verantwortlichen, ihre lokalen Polizeieinheiten aus der Verfolgung von Drogenkonsum und Kleindealern abzuziehen und damit nicht zuletzt erhebliche finanzielle Mittel für Polizei und Justiz einzusparen, wenn deren Tätigkeit kein Erfolg für die Gesellschaft gegenübersteht. Die Stadt Portland in Oregon erwog 2014, die Mittel der Abteilung für Drogenkriminalität und Sittenverbrechen zu halbieren und die so eingesparten Beträge in die Entschärfung von Verkehrsunfallschwerpunkten und Notfallausstattung für Erdbeben und andere Großschadensereignisse zu investieren. Santa Fe und Seattle bieten Süchtigen einen Ausweg aus der Strafverfolgung, wenn sie an Entzugsmaßnahmen teilnehmen, und im New Yorker Stadtteil Brooklyn erklärte ein Staatsanwalt, Verfahren wegen des Besitzes kleiner Mengen Marihuana ohne Auflagen sofort einzustellen.

## Außenpolitik
Im Rahmen des „War on Drugs“ greifen die USA auch immer wieder außenpolitisch ein, vor allem in den Drogenanbauländern. 1989 nahmen im Rahmen der Operation Just Cause über 25.000 US-Soldaten an einer Invasion in Panama teil, durch die Manuel Noriega gestürzt wurde. Die USA warfen ihm Verstrickungen in den Drogenhandel vor und nutzten diese als Begründung der Invasion.
Die US-Regierung fördert das kolumbianische Drogenbekämpfungsprogramm Plan Colombia u. a. durch Entsendung von Militärpersonal, vor allem jedoch durch Bezahlung von privaten Sicherheitsdiensten wie der DynCorp. Die Sicherheitsfirmen beteiligen sich an den umstrittenen Programmen zur Vernichtung von Koka-Plantagen, bei denen hochgiftige Pflanzenvernichtungsmittel eingesetzt werden, und unterstützen die regulären kolumbianischen Streitkräfte im Kampf gegen links- und rechtsgerichtete Rebellen.
Die US-Drogenbekämpfungsbehörde DEA ist in Zusammenarbeit mit mexikanischen Behörden auch in grenznahen mexikanischen Städten aktiv.

## Kritik
Während des Sowjetisch-Afghanischen Krieges (1980–1988) unterstützte die CIA indirekt den Anbau von Opium in Afghanistan und dessen Weiterverarbeitung zu Morphin bzw. Heroin (Diacetylmorphin). Die Verfahren sind sehr einfach durchzuführen, waren den Afghanen bis dahin jedoch weitgehend unbekannt. Bis dahin war in Afghanistan an illegalen Drogen praktisch nur Cannabis angebaut worden. Die Regionen wurden jeweils von sogenannten Warlords kontrolliert, diese trieben den Anbau, Verarbeitung sowie den Handel mit Opium bzw. Heroin voran. Sie wurden von der CIA mit Transportmitteln, Waffen sowie politischer Rückendeckung unterstützt.

## Großbritannien
Ein Geheimbericht der britischen Regierung aus dem Jahr 2005 erklärt den „Anti-Drogen-Krieg“ für gescheitert. Dieser Bericht wurde im Juli 2005 von der britischen Regierung zwar nur teilweise veröffentlicht, die zurückgehaltenen Seiten gelangten jedoch über einen Bericht der britischen Zeitung The Guardian an die Öffentlichkeit. Der Bericht gelangt zu folgenden Ergebnissen:
- Der steigende Konsum sogenannter „harter Drogen“ in den letzten 20 Jahren hat negative Auswirkungen auf die Konsumenten, deren Familien und die gesamte Gesellschaft.
- Der illegale Drogenmarkt ist hochentwickelt, daher haben Interventionsversuche auf keiner Ebene zu einer nachweisbaren Schädigung des Marktes geführt:
  - Die Produktion illegaler Drogen in den Entwicklungsländern ist vor allem durch Armut und Mangel an Alternativen bedingt, eine Bekämpfung verlagert die Produktion nur von einem Land ins nächste.
  - Die Interventionen verursachen Preissteigerungen und erhöhen damit die Attraktivität dieses Wirtschaftssektors.
  - Die derzeit erreichbaren Sicherstellungsraten von etwa 20 % verkraften die Hintermänner, die den Transport nach Europa übernehmen, aufgrund der hohen Gewinnspannen mühelos. Es wären Sicherstellungsraten von mindestens 60 % erforderlich, um das Geschäft unrentabel zu machen.
  - Kleindealer, die festgenommen werden, können rasch ersetzt werden. Daher ist eine dauerhafte Versorgung der Märkte durch die Festnahmen nicht ernsthaft gefährdet.
- Im Ergebnis der letzten Jahre:
  - Der Markt für sogenannte „harte Drogen“ ist dramatisch gewachsen.
  - Die Preise für Heroin und Kokain in Großbritannien haben sich trotz Beschlagnahmungen in den letzten zehn Jahren halbiert.
  - Die Preise sind nicht hoch genug, um Neulinge vom Einstieg abzuhalten.
  - Die Preise sind dagegen hoch genug, um ein hohes Maß an Kriminalität und Schäden durch Drogensüchtige zu erzeugen, die ihre Sucht finanzieren müssen.
- Die Kosten der Beschaffungskriminalität im Rahmen von Crack- und Heroinabhängigkeit belaufen sich in Großbritannien auf 16 Milliarden Pfund pro Jahr (24 Milliarden Pfund, wenn weitere Kosten im Sozial- und Gesundheitswesen mitgerechnet werden).
- Die 280.000 „stark schädigenden“ Heroin- oder Crack-User kommen regelmäßig mit Behandlungen oder der Justiz in Berührung, bleiben aber durch den Suchtdruck nur kurzzeitig in Drogenersatzprogrammen oder erkennen gar keinen Nutzen in deren Existenz. Der Staat muss effektiver mit den Drogenkonsumenten arbeiten, wenn sie mit staatlichen Stellen in Berührung kommen, und Wege finden, dass sie weniger Schaden an der Gesellschaft anrichten.

## Politische Motivation / Ehrlichman-Zitat
John Ehrlichman war von 1969 bis 1973 Nixons Chef-Berater für Innenpolitik und gehörte zu dessen innerem Zirkel. In einem Gespräch mit dem Journalisten Dan Baum im Jahre 1994 äußerte er sich über die innenpolitischen Motive für die spätere Proklamation des „War on Drugs“:
„Die Nixon-Kampagne 1968 und die folgende Regierung hatten zwei Feinde: Die linken Kriegsgegner und die Schwarzen. Verstehen sie, was ich damit sagen will? Wir wussten, dass wir es nicht verbieten konnten, gegen den Krieg oder schwarz zu sein, aber dadurch, dass wir die Öffentlichkeit dazu brachten, die Hippies mit Marihuana und die Schwarzen mit Heroin zu assoziieren und beides heftig bestraften, konnten wir diese Gruppen diskreditieren. Wir konnten ihre Anführer verhaften, ihre Wohnungen durchsuchen, ihre Versammlungen beenden und sie so Abend für Abend in den Nachrichten verunglimpfen. Wussten wir, dass wir bei den Drogen gelogen haben? Natürlich wussten wir das!“

### Sachbücher
- Russell Crandall: Drugs and Thugs: The History and Future of America’s War on Drugs. Yale University Press, New Haven 2021, ISBN 978-0-300-24034-4.
- Timo Bonengel: Riskante Substanzen. Der "War on Drugs" in den USA (1963–1992). Campus, Frankfurt am Main/New York 2020, ISBN 978-3-593-51172-6.
- Alice Goffman: On the run. Die Kriminalisierung der Armen in Amerika, Kunstmann, München 2015, ISBN 978-3-95614-045-7.
- Andrew B. Whitford, Jeff Yates: Presidential Rhetoric and the Public Agenda: Constructing the War on Drugs. Johns Hopkins University Press, Baltimore 2009, ISBN 978-0-8018-9346-9.
- Günter Amendt: No drugs, no future. Zweitausendeins, Frankfurt am Main 2004, ISBN 3-86150-625-4.
- Alfred W. McCoy Die CIA und das Heroin. Weltpolitik durch Drogenhandel. Zweitausendeins, Frankfurt am Main 2003, ISBN 3-86150-608-4. Neuausgabe: Westend, Frankfurt 2016, ISBN 978-3-86489-134-2.
- Dirk Chase Eldredge: Ending the War on Drugs: A Solution for America. Bridge Works, Bridgehampton 1998, ISBN 978-1-882593-24-8.
- Günter Amendt: Die Droge, der Staat, der Tod. Auf dem Weg in die Drogengesellschaft (= rororo 9942 rororo-Sachbuch). Rowohlt, Reinbek bei Hamburg 1996, ISBN 3-499-19942-4.

### Literarische Thematisierung
- Don Winslow: The Power of the Dog. Alfred A. Knopf, New York NY 2005, ISBN 0-375-40538-0.
- Sandra Gregory: Frei ist nur der Blick zum Himmel. Sieben Jahre Haft in Thailand (= Bastei-Lübbe-Taschenbuch. Bd. 61557 Erfahrungen). Bastei Lübbe, Bergisch Gladbach 2004, ISBN 3-404-61557-3.

## Medienberichte
- Valentin Landmann: Unternehmen Unterwelt. In: Die Weltwoche 10/06
- Eine Ideologie am Ende: Die globale Drogenprohibition. In: Telepolis, 26. Juni 2004
- Drogen – das ist Wirtschaft, Mann! In: Süddeutsche Zeitung, 30. Juni 2004
- Mit allen Mitteln – Gift für die Bauern. In: Süddeutsche Zeitung, 11. Februar 2005
- UN-Drogenbericht – Afghanistan bleibt größter Opiumlieferant. In: ARD, tagesschau.de-Archiv, 29. Juni 2005
- Haschisch für Al Kaida (Memento vom 21. September 2008 im Internet Archive) In: Tagesschau, 30. Juli 2005
- Studie: Weniger Probleme mit Heroin durch liberalere Drogenpolitik. (Memento vom 10. Februar 2013 im Webarchiv archive.today) In: aerzteblatt.de, 2. Juni 2006
- „The War on Drugs“ – Uraufführung Wien im Oktober 2007 – Kinofilm